# Josep Maria Bartomeu

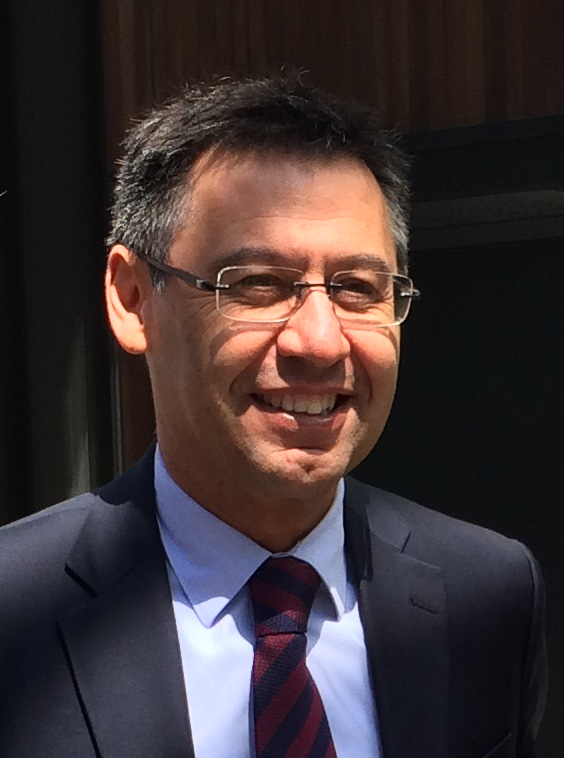
Josep Maria Bartomeu (2015)

Josep Maria Bartomeu Floreta (* 6. Februar 1963 in Barcelona) ist ein spanischer Geschäftsmann, der von 2014 bis 2020 Präsident des Fußballvereins FC Barcelona war.

## Laufbahn
Josep Maria Bartomeu ist seit 1974 Mitglied des FC Barcelona und gehörte erstmals zwischen 2003 und 2005 dem Vorstand des FC Barcelona an, wo er für den Bereich Basketball zuständig war. Ab 2010 fungierte er unter Präsident Sandro Rosell als Vizepräsident und war für die Sportabteilung verantwortlich. Anfang 2014 wurde bekannt, dass die Ablösesumme für Neymar weitaus höher war, als sie Rosell angegeben hatte. Infolgedessen trat Rosell zurück und Bartomeu übernahm am 23. Januar statusgemäß seinen Posten bis zum Ende der Geschäftsperiode 2016.
Daneben ist Bartomeu geschäftsführendes Vorstandsmitglied der ADELTE Group, einem Unternehmen für Hafen- und Flughafentechnik, sowie der Equipo Facility Services (EFS), einem Unternehmen für Systemwartung und mechatronische Geräte.
Am 18. Juli 2015 wurde Bartomeu erneut als Präsident des FC Barcelona wiedergewählt. Er setzte sich gegen Joan Laporta mit 60 % der Wahlstimmen durch. 
Am 27. Oktober 2020 gab Bartomeu seinen Rücktritt bekannt.